# Ontika

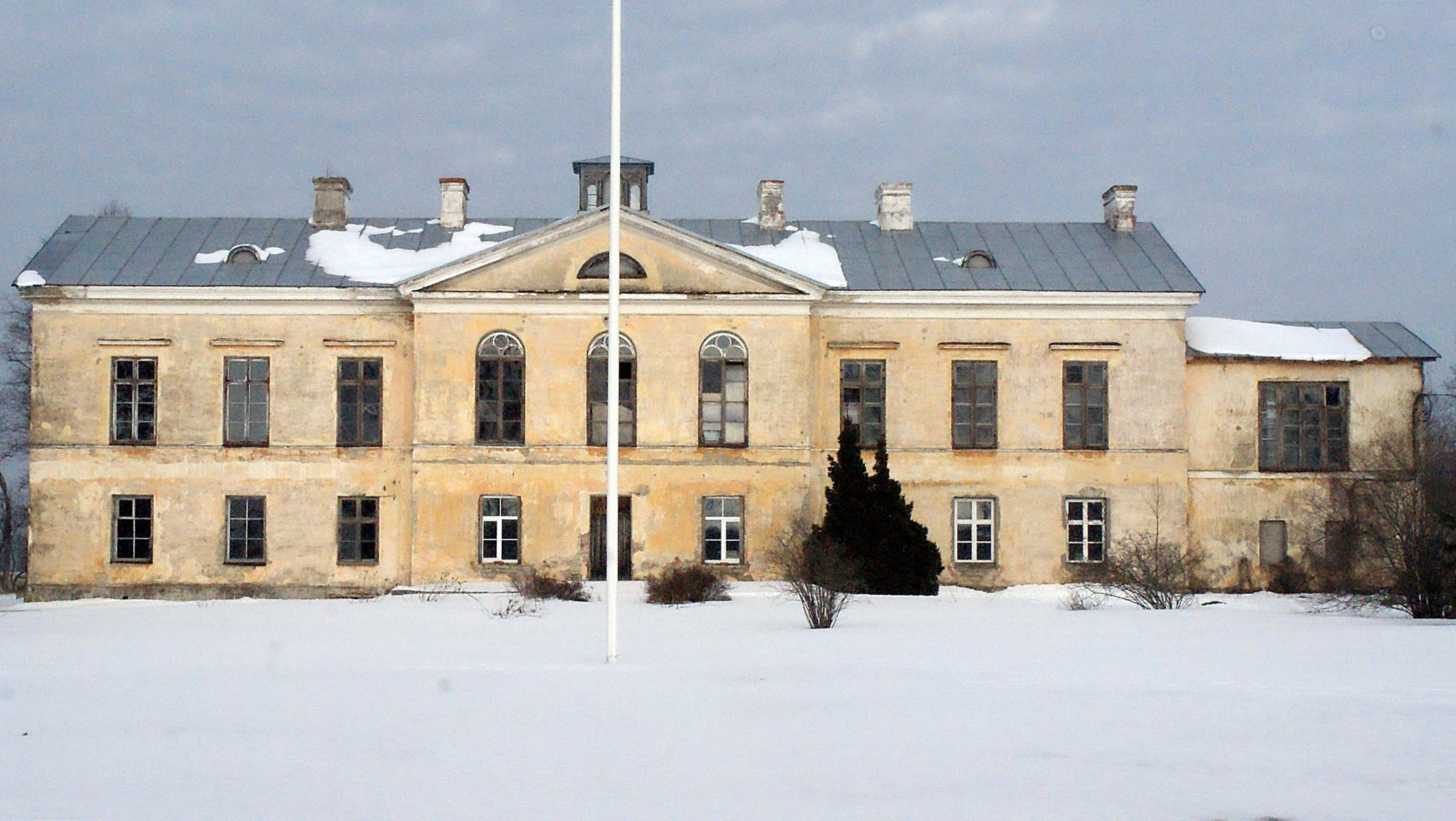
Herrenhaus Ontika

Ontika (deutsch ebenfalls Ontika) ist ein Dorf (estnisch küla) im estnischen Kreis Ida-Viru. Es gehört zur Landgemeinde Kohtla und liegt direkt an der Ostsee. Ontika hat 98 Einwohner (Stand: 7. Januar 2013).

## Geschichte und Sehenswürdigkeiten
Ontika wurde erstmals 1241 im Liber Census Daniæ urkundlich genannt. 1430 wurde Ontika als Eigentum des Ordensvogts von Narva verzeichnet. In der Folge des Livländischen Kriegs (1558–1583) wurde Ontika vollständig zerstört und aufgegeben. 1677 wurde erstmals der Gutshof Ontika erwähnt. Ab 1780 gehörte er der baltischen Adelsfamilie Clapier de Colongue. 
Das spätklassizistische zweistöckige Hauptgebäude wurde 1855 errichtet. Es liegt nur 50 m von der Küste des Finnischen Meerbusens entfernt. 1919 wurden die Besitzer im Zuge der estnischen Landreform enteignet. Das historische Herrenhaus verfiel in späteren Jahren, blieb aber touristische Sehenswürdigkeit von Ontika. 
2011 wurde das Anwesen vom finnischen Skiläufer Kalle Palander erworben und in den folgenden Jahren zu einem Hotel umgebaut.
Beliebtes Ausflugsziel und Forschungsobjekt von Geologen ist die Steilküste von Ontika. Das Kliff (im Estnischen klint genannt) ist mit bis zu 55,6 m das höchste Nordestlands. Eine geotouristische Attraktion nahe Ontika ist der Wasserfall von Valaste, an dem das Wasser eines vor knapp 200 Jahren angelegten Entwässerungsgrabens rund 30 Meter in die Tiefe stürzt. Die Gegend steht als Landschaftsschutzgebiet Ontika (Ontika maastikukaitseala) seit 1935 unter besonderem Schutz.

## Rezeption
2009 erschien ein Roman mit dem Titel „Ontika: Das Vermächtnis des Drachen“ (Boje-Verlag) von Manfred Theisen, der sowohl die estnische Kulturgeschichte, als auch den Ort Ontika selbst in einem Fantasy-Roman verarbeitet hat. Ontika ist darin jener Ort, an dem die Elfen leben. In einer Lesung gab Manfred Theisen an, von dem wirklichen Ort Ontika angeregt worden zu sein. 